# مشکل‌سازان
مشکل سازان یا دردسرسازان (ایتالیایی: Botte di Natale) فیلمی در ژانر کمدی و وسترن اسپاگتی به کارگردانی ترنس هیل است که در سال ۱۹۹۴ منتشر شد.
این فیلم در ایران با نام مشکل‌سازان دوبله و پخش شده‌است.

## بازیگران
- باد اسپنسر
- ترنس هیل
- جاناتان توکر
- فرانک برانیا
- ران کری
- روت بوزی

& هریت وایت